# La Verge del Mar
La Verge del Mar és un quadre poemàtic en un acte, original de Santiago Rusiñol, estrenat al teatre Catalunya de Barcelona, la nit del 30 de març de 1912, per la companyia del Sindicat d'Autors Dramàtics Catalans.
L'escena passa en la porxada d'una ermita.

## Repartiment de l'estrena
- Josefina, 15 anys: Emília Baró
- La Mare, 40 anys: Elvira Fremont
- Roseta, 20 anys: Ramona Mestres
- La Mare del cec, 50 anys: Antònia Verdier
- Una Vella, 50 anys: Dolors Pla
- Una Noia, 15 anys: Srta. Persiva
- Capità, 60 anys: Jaume Borràs
- Ermità, 30 anys: Lluís Blanca
- Patró, 60 anys: August Barbosa
- Pauet, 25 anys: Rafael Bardem
- Un cec, 25 anys: Ramon Tor
- El Germà, 25 anys: Avel·lí Galceran
- Ignasi, 50 anys: Carles Capdevila
- Velles primera, segona i tercera; Mariners primer i segon; Pobres primer, segon i tercer; mariners, homes i dones del poble.
- Direcció de Jaume Borràs